# Francisco Antonio de Borja-Centelles y Ponce de León
Francisco Antonio de Borja-Centelles y Ponce de León (né le 27 mars 1659 à Sassari, en Sardaigne, et mort à Calahorra le 3 avril 1702) est un cardinal autrichien de la fin du XVIIe et du début du XVIIIe siècle. Il est le frère du cardinal Carlos de Borja-Centelles y Ponce de León (1720).

## Biographie
Francisco Antonio de Borja-Centelles y Ponce de León est professeur à l'université d'Alcalá de Henares, archidiacre de Calatrava et chanoine à Tolède. 
Le pape Innocent XII le crée cardinal lors du consistoire du 21 juin 1700, il ne reçut jamais son titre cardinalice. Il ne participe pas au conclave de 1700, lors duquel Clément XI est élu. Le cardinal Borja est élu évêque de Calahorra-La Calzada en 1701 et est promu à l'archidiocèse de Burgos le 3 avril 1702, le jour de sa mort. 